# NGC 2421
NGC 2421 est un très jeune amas ouvert, situé dans la constellation de la Poupe. Il a été découvert par l'astronome germano-britannique William Herschel en 1799.
NGC 2421 est à environ 2 181 pc (∼7 110 al) du système solaire et les dernières estimations donnent un âge de 23 millions d'années. La taille apparente de l'amas est de 8,0 minutes d'arc, ce qui, compte tenu de la distance, donne une taille réelle maximale d'environ 17 années-lumière.
Selon la classification des amas ouverts de Robert Trumpler, cet amas renferme entre 50 et 100 étoiles (lettre m) dont la concentration est forte (I) et dont les magnitudes se répartissent sur un intervalle moyen (le chiffre 2).